# Donald Ray Pollock
Donald Ray Pollock (Knockemstiff, 23 dicembre 1954) è uno scrittore statunitense.

## Biografia
Nato nel 1954 a Knockemstiff, piccola città dell'Ohio, ha lasciato la scuola a diciassette anni per lavorare in un macello, e ne ha poi passati trentadue come operaio in una cartiera.
I suoi primi scritti sono stati notati nel corso di uno stage universitario al quale aveva partecipato per ottenere una riduzione dell'orario di lavoro e i suoi primi racconti sono apparsi a partire dal 2006 in varie riviste letterarie, tra cui Granta e New York Times.
Nel 2008 ha pubblicato Knockemstiff, la sua prima raccolta di racconti grazie alla quale ha vinto il premio Devil's Kitchen Award in Prose, promosso dal Dipartimento Inglese della Southern Illinois University Carbondale. Il suo secondo libro, Le strade del male, pubblicato nel luglio 2011, è stato inserito da Publisher Weekly tra i dieci migliori libri dell'anno.
Laureatosi nel 2009 con un Master of Fine Arts all'Università statale dell'Ohio, nel 2012 è stato insignito del Grand prix de littérature policière per il romanzo Le strade del male.
Vive a Chillicothe con sua moglie Patsy, un'insegnante d'inglese..

## Opere

### Raccolte di racconti
- Knockemstiff[9] (2008), Roma, Elliot, 2009 traduzione di Marco Del Freo e Margaret Wolf ISBN 978-88-6192-053-8.

### Romanzi
- Le strade del male (The Devil All the Time), Roma, Elliot, 2011 traduzione di Giuseppe Maugeri ISBN 978-88-6192-217-4.
- La tavola del paradiso (The Heavenly Table, 2016), Roma, Elliot, 2017 traduzione di Gianluca Testani ISBN 978-88-6993-320-2.

## Filmografia

### Doppiatore
- Le strade del male (The Devil All the Time), regia di Antonio Campos (2020)

## Riconoscimenti
- Premio PEN/Robert W. Bingham: 2009 per Knockemstiff
- Guggenheim Fellowship: 2012[10]
- Grand prix de littérature policière: 2012 per Le strade del male
- Prix Mystère de la critique: 2013 per Le strade del male